# Concord Mountains
Concord Mountains är ett berg i Antarktis. Det ligger i Östantarktis. Nya Zeeland gör anspråk på området. Toppen på Concord Mountains är 1 161 meter över havet.
Terrängen runt Concord Mountains är varierad. Trakten är obefolkad. Det finns inga samhällen i närheten.